# 日本環境感染学会
一般社団法人日本環境感染学会（にほんかんきょうかんせんがっかい）は、日本における感染症、特に医療現場などの環境における感染制御に関わる大規模かつ中心的な学術機関である。医師、歯科医師、薬剤師の他に看護師、臨床検査技師などコ・メディカルの学会員が多い組織である。
英語名は Japan Society of Environmental Infectious である。
なお、近接学会として、日本感染症学会があるが、こちらは環境中における感染研究ではなく、より臨床系に近い学会と言える。
ICD制度協議会加盟学会。

## 概要
- 医療現場などにおける感染制御研究・論文報告・人材育成など幅広い活動を行っている。
- 学会員数：9,487名（2019.12現在）[1]
- 理事長：小西敏郎（NTT東日本関東病院・東京医療保健大学）

## 総会
- 年1回
  - 2008年度　第23回2008.02.22-23（長崎県・長崎ブリュックホール）
  - 2009年度　第24回2009.02.27-28（神奈川県・パシフィコ横浜）
  - 2010年度　第25回2010.02.05-06（東京都・グランドプリンス高輪）
  - 2011年度　第26回2011.02.18-19（神奈川県・パシフィコ横浜）予定

## 学会誌（1986年創刊）
- 「環境感染」年6刊発行（ISSN:1882-532X）（国立国会図書館請求番号Z19-3650）
- 学会総会抄録集　年1刊発行

## 賞
- 日本環境感染学会賞（木村賞）
  - 受賞件数は、年2件以内である。
  - 受賞対象者は論文掲載時45歳以下であることが望ましい。
  - 受賞者には、賞状と副賞30万円が贈呈される。
- 日本環境感染学会上田Award
  - 受賞件数は、年1件以内である。
  - 受賞対象者は論文掲載時40歳以下であることが望ましい。
  - 受賞者には、賞状と副賞20万円が贈呈される。

## 専門医認定
- インフェクションコントロールドクター（ICD；infection control doctor）

## 入会
- 一般会員　年額9,000円
- 賛助会員　年額50,000円（一口）
  - 入会事務局　〒112-0012 東京都文京区大塚5-3-13 小石川アーバン4F 一般社団法人学会支援機構 日本環境感染学会担当